# Josef Brdlík
Josef Brdlík (16. srpna 1848 Počátky – 22. listopadu 1932 Praha) byl rakouský a český podnikatel a politik, na přelomu 19. a 20. století poslanec Českého zemského sněmu a Říšské rady.

## Biografie
Profesí byl podnikatelem v textilním a chemickém průmyslu. Vystudoval střední školu v Jindřichově Hradci a pak českou reálku v Praze. Následně absolvoval odbornou vyšší průmyslovou školu tkalcovskou v Německu a studoval odborný tkalcovský ústav i v Alsasku. Od roku 1876 vedl společně se svým bratrem textilní továrnu v Žirovnici (firma Leopold Brdlík a synové v Žirovnici). Roku 1893 založil také chemický závod na destilaci kamenouhelného dehtu v Kralupech nad Vltavou (Česká továrna na zpracování dehtu), kde se do roku 1896 produkovala dehtová barviva, posléze léčiva. Koncem 19. století se uvádí i jako majitel parního mlýna v Žirovnici. Zastával funkci prezidenta Obchodní a živnostenské komory v Českých Budějovicích.
Angažoval se i ve veřejném a politickém životě. Byl starostou města Počátky a okresním starostou v Počátkách. V těchto funkcích se připomíná koncem 19. století.
V polovině 90. let 19. století se zapojil i do zemské politiky. Ve volbách v roce 1895 byl zvolen v městské kurii (volební obvod Tábor) do Českého zemského sněmu. Politicky patřil k mladočeské straně. Byl členem zemské železniční rady. Zasedal také v Říšské radě (celostátní zákonodárný sbor), kam usedl ve volbách do Říšské rady roku 1897 za kurii obchodních a živnostenských komor (obvod České Budějovice). Mandát zde obhájil i ve volbách roku 1901. Uspěl i ve volbách do Říšské rady roku 1907, konaných již podle všeobecného a rovného volebního práva. Zvolen byl nyní za obvod Čechy 018. Zasedal v poslanecké frakci Český klub.
4. května 1902 byl zvolen prvním předsedou Jednoty povltavské, sdružení podnikatelů, představitelů obecních samospráv a hospodářských činitelů, kteří usilovali o splavnění střední Vltavy od Prahy k Českým Budějovicím. K propagaci této myšlenky zorganizoval společně s tajemníkem Albertem Mayslem (1874–1946) několik projížděk po Vltavě, roku 1906 dokonce za účasti rakouských ministrů a dalších významných představitelů. Roku 1907 založil na Říšské radě sdružení třinácti povltavských poslanců. Z předsednické funkce odstoupil roku 1911 ze zdravotních důvodů.

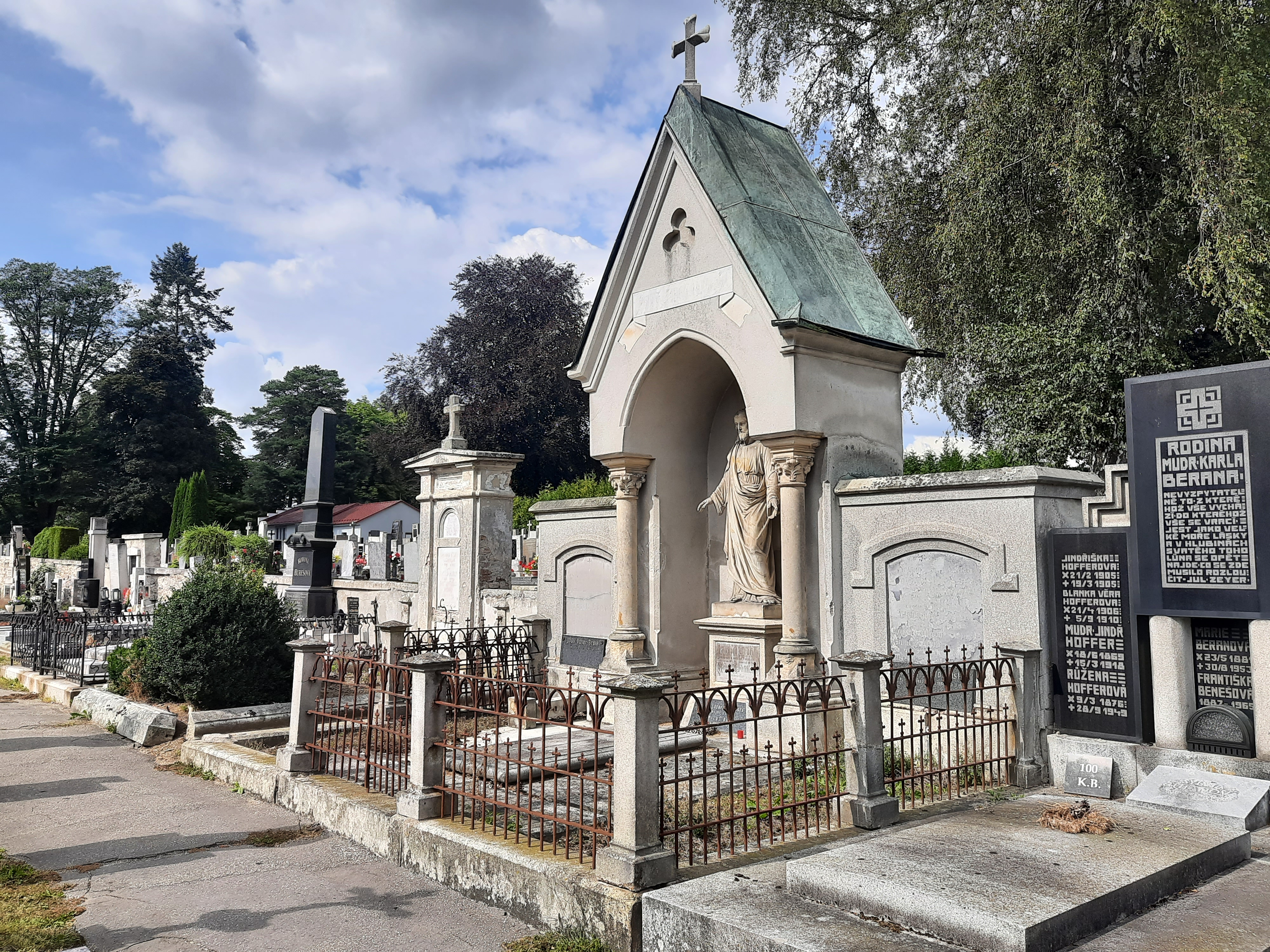
Hrobka rodiny Brdlíkovy na hřbitově v Počátkách

Po roce 1918 působil jako předseda vlnařského odboru Spolku československých průmyslníků. Město Tábor a Žirovnice mu udělilo čestné občanství. Zemřel v listopadu 1932. Pohřeb byl vypraven z rodinného domu v Žirovnici. Pohřben byl v Počátkách.
Jeho manželkou byla hudebnice a překladatelka Josefina Brdlíková. Jeho syn Vladislav Brdlík byl meziválečným poslancem a ministrem za agrární stranu.